# Sancta Maria, mater Dei (Mozart)

Sancta Maria, mater Dei, en fa majeur, KV. 273, est un graduel de Wolfgang Amadeus Mozart, qu'il a terminé le 9 septembre 1777 à Salzbourg. 

## Histoire
Dans l'été 1777, Mozart, âgé de vingt-et-un ans, désespérait de pouvoir quitter Salzbourg. Il a demandé au prince-archevêque Hieronymus von Colloredo qu'il lui donne l'autorisation ainsi qu'à son père Leopold, d'aller temporairement travailler ailleurs. La réponse de l'archevêque a été de les démettre tous les deux de leurs charges. Par la suite, il rétablira Leopold à son poste prestigieux de Kapellmeister. Mozart a composé cette pièce pour la fête de la Nativité de la Vierge Marie (célébrée le 8 septembre), juste avant de partir le 23 septembre 1777, accompagné de sa mère, pour son voyage vers Augsbourg, Mannheim et Paris, où elle décèdera.

## Structure
- Allegro moderato, en fa majeur, , 73 mesures

- Durée de l'exécution : environ 5 minutes

## Instrumentation
La pièce est écrite pour chœur mixte à quatre voix et un orchestre à cordes, formé de violons (I et II), altos, violoncelles et contrebasse, ainsi que d'une basse continue (qui comprend un orgue).

## Texte
Sancta Maria, mater Dei,

ego omnia tibi debeo,

sed ab hac hora singulariter

me tuis servitiis devoveo.

Te patronam,

te sospitatricem eligo.

Tuus honor et cultus aeternum

mihi cordi fuerit,

quem ego nunquam deseram

neque ab aliis mihi subditis

verbo factoque violari patiar.

Sancta Maria, tu pia

me pedibus tuis advolutum recipe,

in vita protege,

in mortis discrimine defende.

Amen.

## Traduction
Sainte Marie, mère de Dieu,

Je vous dois tout,

Et à partir de maintenant

Je me dévoue entièrement à votre service.

Comme patronne,

et protectrice je vous choisis.

Votre culte et votre honneur

seront éternellement dans mon cœur,

et je ne les abandonnerai jamais,

et des autres qui me sont soumis,

je ne permettrai pas qu'ils les violent par parole ou par acte.

Sainte Marie, pieuse,

recevez moi, prosterné à vos pieds,

dans la vie protégez moi,

au péril de la mort défendez moi.

Amen.